# Юность (Лосино-Петровський міський округ)
Ю́ность (рос. Юность) — селище у складі Лосино-Петровського міського округу Московської області, Росія.

## Населення
Населення — 1351 особа (2010; 1404 у 2002).
Національний склад (станом на 2002 рік):
- росіяни — 89 %